# Československá hokejová reprezentace v sezóně 1983/1984
V sezóně 1983/84 odehrála československá reprezentace 23 zápasů s bilancí sedmnácti vítězství, jedné remízy a pěti porážek. Národní tým Československa se zúčastnil celkem pěti turnajů. Na začátku sezóny se reprezentace zúčastnila turnaje o Zlatý klas, kterým vrcholila příprava na dva zářijové zápasy se Sovětským svazem o Pohár Rudého práva, které však oba prohrála a umístila se druhém místě. Na konci roku se uskutečnil tradiční turnaj o cenu listu Izvěstijí, který byl generálkou na Zimní olympijské hry 1984. Hokejisté ČSSR s jedinou porážkou od Sovětského svazu skončili na druhém místě. V únoru 1984 se uskutečnil olympijský hokejový turnaj, na kterém národní tým stříbrnou medailí napravil neúspěšné vystoupení na ZOH 1980 v Lake Placid. V závěru sezóny se ještě konal Švédský pohár, který tým Československa suverénním způsobem vyhrál a dovršil tak úspěšnou sezónu. Po sezóně ukončili reprezentační kariéru Milan Chalupa a František Černík, další ze zlaté generace sedmdesátých let.

## Přehled mezistátních zápasů
| Pořadí | Datum             | Soupeř   | Výsledek             | Soutěž                       | Místo utkání     |
| ------ | ----------------- | -------- | -------------------- | ---------------------------- | ---------------- |
| 877.   | 6. září 1983      | SSSR     | 3:5 (0:2, 3:2, 0:1)  | Pohár Rudého práva 1982/1983 | Pardubice        |
| 878.   | 8. září 1983      | SSSR     | 3:4 (0:2, 0:2, 3:0)  | Pohár Rudého práva 1982/1983 | Ostrava          |
| 879.   | 9. září 1983      | SSSR     | 2:2 (0:0, 1:1, 1:1)  | přátelsky                    | Trenčín          |
| 880.   | 12. prosince 1983 | Finsko   | 5:4 (2:2, 2:2, 1:0)  | přátelsky                    | Kouvola          |
| 881.   | 13. prosince 1983 | Finsko   | 1:4 (0:2, 0:1, 1:1)) | přátelsky                    | Helsinky         |
| 882.   | 16. prosince 1983 | Švédsko  | 2:1 (1:1, 1:0, 0:0)  | Cena Izvestijí 1983          | Turku            |
| 883.   | 18. prosince 1983 | Finsko   | 3:0 (1:0, 1:0, 1:0)  | Cena Izvestijí 1983          | Moskva           |
| 884.   | 19. prosince 1983 | Kanada   | 4:2 (1:2, 1:0, 2:0)  | Cena Izvestijí 1983          | Moskva           |
| 885.   | 21. prosince 1983 | SSSR     | 2:5 (0:2, 2:2, 0:1)  | Cena Izvestijí 1983          | Moskva           |
| 886.   | 17. ledna 1984    | Finsko   | 7:1 (1:0, 5:0, 1:1)  | přátelsky                    | České Budějovice |
| 887.   | 18. ledna 1984    | Finsko   | 10:4 (0:1, 6:0, 4:3) | přátelsky                    | Jihlava          |
| 888.   | 2. února 1984     | Švédsko  | 6:4 (1:0, 3:2, 2:2)  | přátelsky                    | Gottwaldov       |
| 889.   | 3. února 1984     | Švédsko  | 8:0 (3:0, 3:0, 2:0)  | přátelsky                    | Trenčín          |
| 890.   | 7. února 1984     | Norsko   | 10:4 (2:0, 5:2, 3:2) | Zimní olympijské hry 1984    | Sarajevo         |
| 891.   | 9. února 1984     | USA      | 4:1 (2:1, 1:0, 1:0)  | Zimní olympijské hry 1984    | Sarajevo         |
| 892.   | 11. února 1984    | Rakousko | 13:0 (0:0, 6:0, 7:0) | Zimní olympijské hry 1984    | Sarajevo         |
| 893.   | 13. února 1984    | Finsko   | 7:2 (4:1, 1:1, 2:0)  | Zimní olympijské hry 1984    | Sarajevo         |
| 894.   | 15. února 1984    | Kanada   | 4:0 (1:0, 1:0, 2:0)  | Zimní olympijské hry 1984    | Sarajevo         |
| 895.   | 17. února 1984    | Švédsko  | 2:0 (0:0, 0:0, 2:0)  | Zimní olympijské hry 1984    | Sarajevo         |
| 896.   | 19. února 1984    | SSSR     | 0:2 (0:1, 0:1, 0:0)  | Zimní olympijské hry 1984    | Sarajevo         |
| 897.   | 9. dubna 1984     | Švédsko  | 3:2 (2:1, 1:0, 0:1)  | Švédský pohár 1984           | Karlstad         |
| 898.   | 10. dubna 1984    | Finsko   | 9:3 (1:0, 2:2, 6:1)  | Švédský pohár 1984           | Karlstad         |
| 899.   | 12. dubna 1984    | SSSR     | 7:2 (2:1, 2:0, 3:1)  | Švédský pohár 1984           | Karlstad         |

## Další zápasy reprezentace
| Datum          | Soupeř                 | Výsledek            | Soutěž          | Místo utkání     |
| 31. srpna 1983 | Ižstal Iževsk          | 3:1 (1:0, 2:0, 0:1) | Zlatý klas 1983 | České Budějovice |
| 1. září 1983   | Motor České Budějovice | 5:1 (3:0, 1:0, 1:1) | Zlatý klas 1983 | České Budějovice |
| 2. září 1983   | SC Dynamo Berlin       | 9:1 (1:0, 3:1, 5:0) | Zlatý klas 1983 | České Budějovice |

## Bilance sezóny 1983/84
| Soupeř   | Zápasy | Výhry | Remízy | Prohry | Skóre  |
| -------- | ------ | ----- | ------ | ------ | ------ |
| Finsko   | 7      | 6     | 0      | 1      | 42:18  |
| Kanada   | 2      | 2     | 0      | 0      | 8:2    |
| Norsko   | 1      | 1     | 0      | 0      | 10:4   |
| Rakousko | 1      | 1     | 0      | 0      | 13:0   |
| SSSR     | 6      | 1     | 1      | 4      | 17:20  |
| Švédsko  | 5      | 5     | 0      | 0      | 21:7   |
| USA      | 1      | 1     | 0      | 0      | 4:1    |
| Celkem   | 23     | 17    | 1      | 5      | 115:52 |

## Reprezentovali v sezóně 1983/84
| Post    | Jméno               | Zápasy | Branky | Klub                   |
| Brankář | Dominik Hašek       | 6      | 19     | Tesla Pardubice        |
| Brankář | Jiří Králík         | 7      | 18     | TJ Gottwaldov          |
| Brankář | Jaromír Šindel      | 11     | 15     | Dukla Jihlava          |
| Obránce | Juraj Bakoš         | 1      | 0      | VSŽ Košice             |
| Obránce | Jaroslav Benák      | 23     | 3      | Dukla Jihlava          |
| Obránce | Ernest Bokroš       | 3      | 0      | Dukla Trenčín          |
| Obránce | Mojmír Božík        | 3      | 0      | Dukla Trenčín          |
| Obránce | Miloslav Hořava     | 21     | 2      | Dukla Jihlava          |
| Obránce | Milan Chalupa       | 20     | 3      | Dukla Jihlava          |
| Obránce | Arnold Kadlec       | 23     | 2      | Dukla Jihlava          |
| Obránce | František Musil     | 5      | 0      | Tesla Pardubice        |
| Obránce | František Procházka | 6      | 1      | ChZ Litvínov           |
| Obránce | Peter Slanina       | 4      | 0      | VSŽ Košice             |
| Obránce | Rudolf Suchánek     | 5      | 1      | Motor České Budějovice |
| Obránce | Radoslav Svoboda    | 23     | 5      | Dukla Jihlava          |
| Obránce | Eduard Uvíra        | 21     | 4      | ChZ Litvínov           |
| Útočník | Vladimír Caldr      | 23     | 8      | Motor České Budějovice |
| Útočník | František Černík    | 20     | 7      | TJ Vítkovice           |
| Útočník | Libor Dolana        | 1      | 0      | Dukla Jihlava          |
| Útočník | Jiří Dudáček        | 5      | 0      | Dukla Jihlava          |
| Útočník | Jiří Hrdina         | 19     | 13     | HC Sparta Praha        |
| Útočník | Vladimír Kameš      | 3      | 0      | Dukla Jihlava          |
| Útočník | Petr Klíma          | 3      | 0      | Dukla Jihlava          |
| Útočník | Jaroslav Korbela    | 19     | 0      | Motor České Budějovice |
| Útočník | Vladimír Kýhos      | 7      | 1      | ChZ Litvínov           |
| Útočník | Jiří Lála           | 23     | 10     | Motor České Budějovice |
| Útočník | Igor Liba           | 22     | 10     | Dukla Jihlava          |
| Útočník | Vincent Lukáč       | 23     | 10     | VSŽ Košice             |
| Útočník | Dušan Pašek         | 21     | 5      | HC Slovan Bratislava   |
| Útočník | Pavel Richter       | 20     | 7      | HC Sparta Praha        |
| Útočník | Petr Rosol          | 7      | 1      | Dukla Jihlava          |
| Útočník | Dárius Rusnák       | 23     | 9      | HC Slovan Bratislava   |
| Útočník | Vladimír Růžička    | 23     | 12     | ChZ Litvínov           |
| Útočník | Ladislav Svozil     | 13     | 1      | TJ Vítkovice           |
| Útočník | Jiří Šejba          | 1      | 0      | Tesla Pardubice        |
| Trenér  | Luděk Bukač         |        |        |                        |
| Trenér  | Stanislav Neveselý  |        |        |                        |

## Přátelské mezistátní zápasy
Československo –  SSSR 2:2  (0:0, 1:1, 1:1)
9. září 1983 – Trenčín

Branky a nahrávky Československa: 34. Jiří Lála (František Černík), 49. Vincent Lukáč.

Branky a nahrávky SSSR: 31. Andrej Gerasimov (Sergej Starikov), 54. Andrej Chomutov (Alexandr Gerasimov).

Rozhodčí: Karl-Gustav Kaisla (FIN) – Slavomír Caban (TCH), Jozef Kriška (TCH)	

Vyloučení: 3:3 (využití 0:0)	
ČSSR: Jiří Králík – Milan Chalupa, Jaroslav Benák, Radoslav Svoboda, František Musil, Arnold Kadlec, Miloslav Hořava, Mojmír Božík, Ernest Bokroš - Vincent Lukáč, Dárius Rusnák, Liba – Jaroslav Korbela, Vladimír Růžička, Pavel Richter – Jiří Lála, Ladislav Svozil, František Černík – Jiří Dudáček, Dušan Pašek, Vladimír Caldr.		
SSSR: Vladimir Myškin – Vjačeslav Fetisov, Alexej Kasatonov, Igor Stělnov, Sergej Babinov, Vladimir Zubkov, Sergej Starikov, Zinetula Biljaletdinov, Vasilij Pěrvuchin – Sergej Makarov, Igor Larionov, Alexandr Koževnikov – Helmuts Balderis, Viktor Žluktov, Anatolij Stěpaniščev – Alexandr Gerasimov, Vjačeslav Bykov, Andrej Chomutov – Sergej Světlov, Sergej Šepelev, Igor Boldin.
 Československo -  Finsko   5:4  (2:2, 2:2, 1:0)
12. prosince 1983 – Kouvola

Branky a nahrávky Československa: 11. Jiří Lála, 16. Pavel Richter (Vladimír Růžička), 27. Jiří Hrdina (Vladimír Růžička), 30. Vladimír Růžička, 43. František Černík (Jiří Lála).

Branky a nahrávky Finska: 8.Jarmo Mäkitalo (Arto Javanainen), 12. Pekka Järvela, 27. Markus Lehto, 34. Anssi Melametsä.

Rozhodčí: Gary Eriksson (TCH) – Gert Larsson (SWE), Kejell Karlsson (SWE)	

Vyloučení: 2:5 (využití 2:0)
ČSSR: Dominik Hašek – Milan Chalupa, Jaroslav Benák, Radoslav Svoboda, Eduard Uvíra, Arnold Kadlec, František Procházka  – Jiří Lála, Ladislav Svozil, František Černík – Vincent Lukáč, Dárius Rusnák, Igor Liba – Jiří Hrdina, Vladimír Růžička, Pavel Richter – Vladimír Caldr, Dušan Pašek, Jaroslav Korbela. 
Finsko: Jorma Valtonen – Markus Lehto, Simo Saarinen, Pertti Lehtonen, Nyman, Arto Ruotanen, Juha Jyrkkiö, Timo Jutila – Tony Arima, Anssi Melametsä, Arto Sirviö – Raimo Summanen, Jarmo Järvelä, Petri Skriko – Seppo Ahokainen, Jarmo Mäkitalo, Arto Javanainen – Harri Tuohimaa, Hannu Oksanen, Timo Susi.
 Československo -  Finsko 1:4  (0:2, 0:1, 1:1)
13. prosince 1983 – Helsinky

Branky a nahrávky Československa: 41. Jiří Hrdina (Vladimír Růžička).

Branky a nahrávky Finska: 13. Arto Javanainen, 15. Tony Arima, 25. Pekka Järvelä, 54. Harri Tuohimaa (Hannu Oksanen).

Rozhodčí: Gary Eriksson (TCH) – Gert Larsson (SWE), Kejell Karlsson (SWE)	

Vyloučení: 3:3 (využití 0:1)	
ČSSR: Dominik Hašek – Milan Chalupa, Jaroslav Benák, Radoslav Svoboda, Eduard Uvíra, Arnold Kadlec, František Procházka  – Jiří Lála, Ladislav Svozil, František Černík – Vincent Lukáč, Dárius Rusnák, Vladimír Caldr – Jiří Hrdina, Vladimír Růžička, Pavel Richter – Petr Rosol, Dušan Pašek, Jaroslav Korbela.
Finsko: Kari Takko – Pertti Lehtonen, Simo Saarinen, Arto Ruotanen, Juha Huikari, Juha Jyrkkiö, Timo Jutila – Tony Arima, Anssi Melametsä, Arto Sirviö – Raimo Summanen, Pekka Järvelä, Timo Susi – Seppo Ahokainen, Jarmo Mäkitalo, Arto Javanainen – Harri Tuohimaa, Hannu Oksanen, Petteri Lehto.
 Československo  –  Finsko 7:1  (1:0, 5:0, 1:1)
17. ledna 1984 – České Budějovice

Branky Československa: 33. Dárius Rusnák, 19. Jiří Hrdina, 26. Igor Liba, 27. Dušan Pašek, 32. Jiří Lála, 38. Dárius Rusnák, 52. Vladimír Růžička.

Branky Finska: 45. Risto Jalo.

Rozhodčí: Dag Olsson (SWE) – Miroslav Lipina (TCH), Jan Tatíček (TCH)	

Vyloučení: 5:7 (využití 1:0)		
ČSSR: Jiří Králík – Milan Chalupa, Jaroslav Benák, Arnold Kadlec, Miloslav Hořava, Radoslav Svoboda, Eduard Uvíra, Peter Slanina, František Procházka  – Jiří Lála, Ladislav Svozil, František Černík - Vincent Lukáč, Dárius Rusnák, Igor Liba – Jiří Hrdina, Vladimír Růžička, Pavel Richter – Jaroslav Korbela, Dušan Pašek, Vladimír Caldr.	
Finsko: Kari Takko – Pertti Lehtonen, Simo Saarinen, Markus Lehto, Jyrkkiö, Arto Ruotanen, Petteri Lehto, Ville Siren, Timo Jutila – Erkki Laine, Harri Tuohimaa, Anssi Melametsä – Arto Sirviö, Hannu Oksanen, Sakari Petäjäaho – Hannu Järvenpää, Risto Jalo, Raimo Summanen – Arto Javanainen, Raimo Helminen, Timo Susi.		
 Československo  –  Finsko 10:4  (0:1, 6:0, 4:3)	
18. ledna 1984 – Jihlava

Branky Československa: 22. Vladimír Růžička, 23. Dušan Pašek, 26. Vladimír Caldr, 28. Jiří Hrdina, 35. Jiří Hrdina, 38. Vincent Lukáč, 44. Jiří Lála, 51. Vincent Lukáč, 52. František Černík, 53. Igor Liba.

Branky Finska: 4. Harri Tuohimaa, 44. Erkki Laine, 49. Arto Javanainen, 52. Petteri Lehto.	

Rozhodčí: Dag Olsson (SWE) – Miroslav Lipina (TCH), Jan Tatíček (TCH)	

Vyloučení: 12:13 (využití 3:0)	
ČSSR: Jiří Králík – Milan Chalupa, Jaroslav Benák, Arnold Kadlec, Miloslav Hořava, Radoslav Svoboda, Eduard Uvíra, Juraj Bakoš,  František Procházka  – Jiří Lála, Ladislav Svozil, František Černík – Jiří Hrdina, Vladimír Růžička, Pavel Richter – Vincent Lukáč, Dárius Rusnák, Igor Liba – Vladimír Caldr, Dušan Pašek, Petr Rosol. 		
Finsko: Jorma Valtonen – Lehtonen, Markus Lehto, Jyrkkiö, Arto Ruotanen, Petteri Lehto, Ville Siren, Timo Jutila – Erkki Laine, Harri Tuohimaa, Anssi Melametsä – Arto Sirviö, Hannu Oksanen, Sakari Petäjäaho – Hannu Järvenpää, Risto Jalo, Raimo Summanen – Arto Javanainen, Raimo Helminen, Timo Susi.			
 Československo  –  Švédsko 6:4  (1:0, 3:2, 2:2)
2. února 1984 – Gottwaldov

Branky Československa: 1. František Černík, 28. František Černík, 32. Jiří Hrdina, 38. Eduard Uvíra, 43. Pavel Richter, 44. Eduard Uvíra.

Branky Švédska: 25. Tomas Sandström, 31. Tomas Sandström, 58. Tomas Sandström, 60. Håkan Södergren.

Rozhodčí: Josef Kompalla (GER) – Slavomír Caban (TCH), Jozef Kriška (TCH)	

Vyloučení: 4:4 (využití 1:1)	
ČSSR: Jiří Králík – Milan Chalupa, Jaroslav Benák, Radoslav Svoboda, František Procházka , Arnold Kadlec, Miloslav Hořava, Eduard Uvíra, Rudolf Suchánek – Jiří Lála, Ladislav Svozil, František Černík – Vincent Lukáč, Dárius Rusnák, Igor Liba – Jiří Hrdina, Vladimír Růžička, Pavel Richter – Jaroslav Korbela, Dušan Pašek, Vladimír Caldr.		
Švédsko: Rolf Riddervall – Michael Thelvén, Mats Thelin, Thomas Ahlén, Mats Waltin, Göran Lindblom, Hakan Nordin – Mats Hessel, Per-Erik Eklund, Peter Gradin – Håkan Södergren, Thomas Rundqvist, Tommy Mörth – Tomas Sandström, Hakan Eriksson, Thom Eklund.	
 Československo –  Švédsko 8:0  (3:0, 3:0, 2:0)	
3. února 1984 – Trenčín	

Branky Československa: 2. Vladimír Růžička, 14. Milan Chalupa, 15. Radoslav Svoboda, 21. Miloslav Hořava, 34. František Procházka, 34. Jiří Lála, 41. Jiří Lála, 52. Pavel Richter.

Rozhodčí: Josef Kompalla (GER) – Slavomír Caban (TCH), Jozef Kriška (TCH)	

Vyloučení: 6:6 (využití 0:0, v oslabení 1:0) navíc Hakan Eriksson na 10 min.	
ČSSR: Jaromír Šindel – Milan Chalupa, Jaroslav Benák, Radoslav Svoboda, František Procházka , Arnold Kadlec, Miloslav Hořava, Eduard Uvíra, Rudolf Suchánek – Jiří Lála, Ladislav Svozil, František Černík – Vincent Lukáč, Dárius Rusnák, Igor Liba – Jiří Hrdina, Vladimír Růžička, Pavel Richter – Petr Rosol, Vladimír Caldr, Jaroslav Korbela. 
Švédsko: Göte Wälitalo (34. Rolf Riddervall) – Michael Thelvén, Bo Ericsson, Thomas Åhlen, Mats Thelin, Göran Lindbolm, Hakan Nordin – Per-Erik Eklund, Thomas Rundqvist, Peter Gradin – Håkan Södergren, Mats Waltin, Tommy Mörth - Tomas Sandström, Hakan Eriksson, Thom Eklund – Mats Hessel.